# 東海大学図書館
東海大学図書館（とうかいだいがくとしょかん、繁体字中国語: 東海大學圖書館、英語: Tunghai University Library）は、台湾の東海大学に附設する図書館。1955年設立。東海大学の教職員および学生向けに書籍等資料の閲覧・貸出のサービスを提供している。扱っている資料には、逐次刊行物や電子書籍、視聴覚資料等も含まれており、閲覧室、研討室、食堂等を併設している。この図書館は、台湾で最も早く開架制度を開始した大学図書館である。
1955年に建てられた旧図書館は、現在は行政センターとして使用されている。新図書館は1985年に開館し、大学構内の南西部を東西に通る文理大通の西端に位置している。2002年には大学構内の北東部にある第二教学区に「管院分館」を設置した。

## 歴史
- 1955年 - 設立[2]
- 1983年12月 - 新館の建設工事が開始[2]
- 1984年10月 - 新館が落成[2]
- 1985年4月 - 新館が開館[2]
- 2008年9月 - 図書館の管院分館が開館。

## 蔵書の特徴
図書館の蔵書は主に教師や学生が教育や研究の需要を満たすためのものであり、また余暇活動の需要も考慮されている。その他、古代チベットの4蔵書もあり、多くは写本であった。希少本もあり、特に宋紹興10年（西暦1140年）に出版された西漢文献は極めて希少価値がある。
管院分館では餐旅管理学など管理学系統の学科で扱う書籍を主として保管・提供している。また洋書、定期刊行物、そして音楽学系統の学科で扱う楽譜や視聴覚資料といった資料で多くを占めている。